# Karaoke

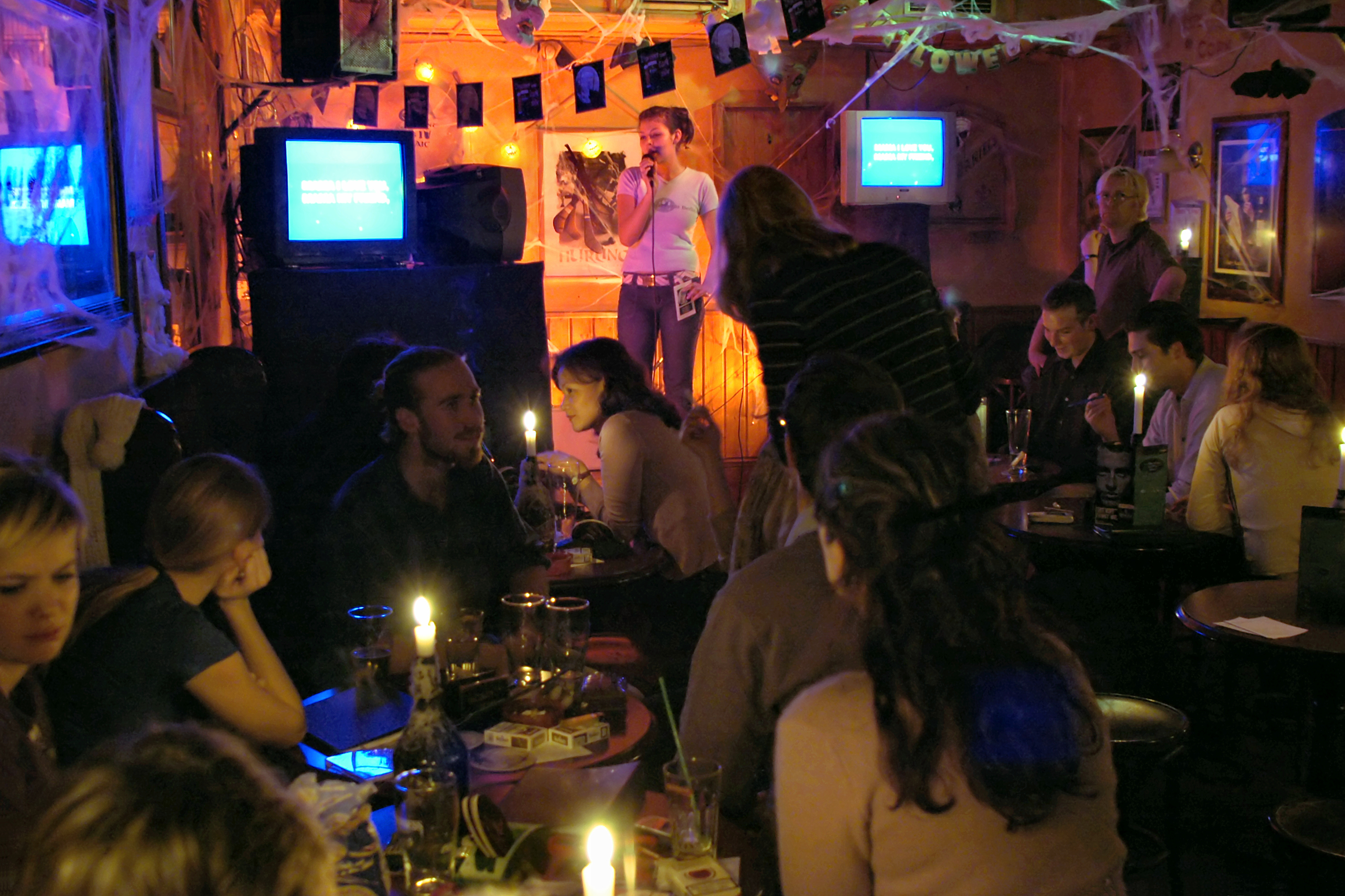
Karaoke en un pub d'Irlanda

El karaoke (en japonès: カラオケ; de kara, «buit» i ōkesutora, «orquestra») és una forma de cantar en playback seguint la lletra de la cançó impresa sobre una pantalla, cosa que permet que el cantant no necessita que una orquestra estigui present per a cantar.
Una màquina de karaoke bàsica conté una entrada d'àudio, un modificador de to i una sortida d'àudio. Algunes màquines també disposen d'un sistema de supressió de veu per a eliminar la veu del cantant original de la cançó. També solen disposar d'una pantalla de televisió en la qual es llegixen els subtítols de la cançó.

## Orígens

### França
L'origen més remot és a la França del segle xix entroncant amb la tradició de cançó popular en els cabarets anomenada goguette, on una cançó coneguda era cantada acompanyada d'un acordió, o de vegades d'un piano, per un intèrpret que com a exigència suplementària havia de modificar la lletra.
A diferència del karaoke japonès, el més estès actualment, en el qual el participant és solament un intèrpret, la goguette francesa posseeix també una dimensió de creació literària i, sovint, de paròdia i crítica política.

### Estats Units d'Amèrica
L'any 1958 el crooner nord-americà Mitch Miller enregistrà l'àlbum musical "Sing Along With Mitch" en el qual no cantava tot sol sinó que ho feia a duet amb diverses corals nord-americanes. Posteriorment en un programa de la cadena televisiva CBS el públic havia de cantar al mateix temps que el crooner llegint les paraules escrites al damunt d'una pantalla, on apareixia una "bola" (en anglès: bouncing ball) que marcava les paraules que s'havien d'anar cantant.

### Japó
Tisaga Tagaki, un discjòquei japonès, fou el primer a idear una màquina en la qual les cançons no contenien la veu dels intèrprets, i amb la qual un mateix podia cantar qualsevol cançó. Així doncs, fou el primer a crear una màquina formada per un magnetòfon de vuit pistes i un micròfon, registrant la marca "Karaoke" i fundant el 1962 la companyia Nikkodo Ltd. Altres autors asseguren que l'inventor fou Daisuke Inoue.
Durant la dècada del 1960 i les posteriors el Karaoke es convertí en un veritable fenomen social al Japó, esdevenint la principal activitat d'oci de la joventut japonesa. A diferència dels karaokes d'Amèrica o Europa situats principalment en bars, al Japó aquesta màquina se situa en establiments que tenen diverses cambres per tal que els clients tinguin una certa privadesa i el puguin practicar durant hores.